# Rapala rhodopis
Rapala rhodopis е вид пеперуда от семейство Синевки (Lycaenidae). Видът не е застрашен от изчезване.

## Разпространение
Разпространен е в Бруней, Индонезия (Калимантан и Суматра) и Малайзия (Западна Малайзия, Сабах и Саравак).